# Hora oficial de Chile

Chile continental, Juan Fernández y Desventuradas UTC –4 (Esta zona sí aplica DST, UTC -3 en verano)
Región de Aysén del General Carlos Ibáñez del Campo y Región de Magallanes y de la Antártica Chilena UTC –3 (Esta zona aplica DST permanente)
Isla de Pascua e isla Salas y Gómez UTC–6 (Esta zona sí aplica DST)
Las tres zonas horarias de Chile. vigentes desde 2017.

La hora oficial de Chile se compone de tres husos  horarios, acordes al tiempo universal coordinado, debido a que dicho país tiene presencia en América, la Antártica y Oceanía, cuyos husos horarios son la Hora Oficial de Chile Continental y Antártica Chilena, y la Hora Oficial de Chile Insular, que comprende la Isla de Pascua e Isla Salas y Gómez, de acuerdo al decreto 1142 de 1980 del Ministerio del Interior de Chile. Pero a partir de 2017, Chile tiene 3 husos horarios, los cuales se aplican en los siguientes territorios, que son Isla de Pascua, Región De Aysen, Magallanes y Antártica Chilena y el resto de Chile Continental.
El decreto 1489 de 1970 del Ministerio del Interior instauró la hora oficial chilena en UTC-4 para el continente y la Antártica, y en UTC-6 para la Isla de Pascua e Isla Salas y Gómez, siendo anualmente adelantada en una hora —a UTC-3 y UTC-5, respectivamente— en el periodo «octubre a marzo inmediatamente siguiente» (horario de verano).
El decreto 106 de 2015 del Ministerio del Interior y Seguridad Pública estableció la «Hora Oficial de Chile Continental y Antártica Chilena» en UTC-3 y la «Hora Oficial de Chile Insular Occidental» en UTC-5 durante el periodo marzo de 2015-marzo de 2017 debido a la extensión permanente del horario de verano. Sin embargo, mediante el decreto 253 de 2016 del Ministerio del Interior y Seguridad Pública, se determinó el retorno a la hora oficial chilena de UTC-4 en el continente y la Antártica, y de UTC-6 en la Isla de Pascua e Isla Salas y Gómez desde el 14 de mayo hasta el 13 de agosto del mismo año.
El 5 de diciembre de 2016 la presidenta Michelle Bachelet anunció que a partir de 2017 se mantendría el horario de verano, todo el año, en la Región de Magallanes y Antártica Chilena, y así, por primera vez en Chile continental, conviven 2 horarios distintos.
El Gobierno de Sebastián Piñera anunció que a partir de 2019 el horario de invierno se implementará a partir del primer sábado de abril y el mismo día del mes de septiembre.
A partir de 1966, el organismo responsable de mantener la hora oficial en Chile ha sido el Servicio Hidrográfico y Oceanográfico de la Armada de Chile (SHOA), con sede en Valparaíso.

## Zonas horarias de Chile
- Chile continental, archipiélago de Juan Fernández y las islas Desventuradas: UTC-3 en verano y UTC-4 en invierno.

El horario de invierno se aplica por cinco meses a partir del primer sábado de abril y termina el mismo día pero en el mes de septiembre.
- Isla de Pascua: UTC-5 en verano y UTC-6 en invierno, este horario tiene 2 horas de diferencia con Chile Continental, y se cambia en las mismas fechas.
- Magallanes y Antártica Chilena: UTC-3 Horario de verano todo el año. Este horario se empezó a usar a partir de 2017.
- Región de Aysen: UTC-3 Horario de verano todo el año. Este horario se empezó a usar a partir del 6 de abril de 2025.

## Historia

### Antecedentes
Chile continental y Antártica Chilena
Chile continental, que también abarca el archipiélago de Juan Fernández y las islas Desventuradas, se enmarca geográficamente en la zona UTC-5. Sin embargo, por razones de conveniencia para todo el territorio nacional, se rezonificó en la zona UTC-4 en 1918. Durante el horario de verano, oficialmente establecido en 1970, que se extiendia entre octubre y marzo siguiente, se rezonificaba a UTC-3.
El Territorio Chileno Antártico corresponde geográficamente a las zonas UTC-4, UTC-5 y UTC-6, no obstante, se aplicaba la regulación provista para todo el territorio ubicado en el continente sudamericano. 
Actualmente se aplica el horario propio de la Región de Magallanes y de la Antártica Chilena.
Chile Insular Occidental
La isla de Pascua (Rapa Nui) y la isla Salas y Gómez están ubicadas geográficamente en la zona UTC-7. Ese fue su huso horario hasta 1980, cuando se fijó en UTC-6 para aminorar las diferencias con el territorio sudamericano. Durante el horario de verano, que se extiende entre octubre y marzo siguiente, se rezonifica bajo UTC-5.

### Horario oficial
El 1 de marzo de 1894, la primera señal horaria oficial comenzó a operar en Valparaíso, a 4 horas 46 minutos y 36 segundos menos respecto a la hora de Greenwich. En 1903 comenzó a operar otra señal horaria oficial en Coquimbo, que estaba sincronizada a 4 horas 45 minutos y 20,7 segundos menos con respecto a Greenwich.
El 10 de enero de 1910, Chile adoptó el GMT-5 como su hora oficial. Posteriormente, el 1 de julio de 1916, la hora oficial se fijó según la hora del meridiano del observatorio Astronómico de la Quinta Normal de Santiago —es decir, a 4 horas, 42 minutos y 46,3 segundos menos con respecto a Greenwich—. Más tarde, el 10 de septiembre de 1918, se adoptó el GMT-4 como hora oficial.
Mediante la ley 8522 de 1946, se estableció que la hora oficial para toda la República, desde el 1 de septiembre al 31 de marzo siguiente, sería GMT-4 y se denominaría «hora de verano», y desde el 1 de abril al 31 de agosto sería GMT-5, y se denominaría «hora de invierno». Posteriormente, por medio de la ley 8777 de 1947, se derogó la ley 8522 y se fijó que la hora oficial del país sería GMT-4.
Durante la gran sequía de 1968, el gobierno de Eduardo Frei Montalva decidió implantar el huso horario de UTC-4 a UTC-3 (horario de verano), medida que entró en vigor la noche del 2 al 3 de noviembre; pese a ser una medida temporal para enfrentar la sequía de ese año, se repitió en los años sucesivos.
El 28 de enero de 2015, durante el segundo gobierno de Michelle Bachelet, se estableció la extensión permanente del horario de verano, y por consiguiente la supresión del horario de invierno, pasando a adoptar el UTC-3 hasta marzo de 2017. Sin embargo, el 13 de marzo de 2016, el gobierno informó la aplicación del horario de invierno en dicho año, desde el sábado 14 de mayo hasta el sábado 13 de agosto. en los años posteriores también se planea aplicar el horario de invierno.
El 5 de diciembre de 2016 la presidenta Michelle Bachelet anunció que en 2017 se mantendría el horario de verano, todo el año, en la Región de Magallanes y Antártica Chilena, luego del análisis de los estudios científicos al respecto solicitados por el gobierno de Chile a la Universidad de Magallanes y así, por primera vez en Chile continental, conviven 2 horarios distintos.
El Gobierno de Sebastián Piñera anunció que a partir de 2019 el horario de invierno se implementará a partir del primer sábado de abril y el mismo día del mes de septiembre.

### Horario de verano
De acuerdo al decreto 1489 de 1970, el cambio horario se lleva a cabo de la siguiente manera:
- El horario de invierno (estándar) se inicia a las 00:00 del segundo domingo de marzo de cada año, cuando los relojes se atrasan una hora.
- El horario de verano se inicia a las 00:00 del segundo domingo de octubre de cada año, cuando los relojes se adelantan una hora.

Decreto presidencial de Agosto del 2022
- Horario de verano 2023: Desde el primer sábado de septiembre de 2023 al primer sábado de abril de 2024. La hora oficial se adelanta 60 minutos. La hora oficial se adelanta 60 minutos en este período y en abril se vuelve atrás.
- Horario de verano 2024: Desde el primer sábado de septiembre de 2024 al primer sábado de abril de 2025. La hora oficial se adelanta 60 minutos. La hora oficial se adelanta 60 minutos en este período y en abril se vuelve atrás.
- Horario de verano 2025: Desde el primer sábado de septiembre de 2025 al primer sábado de abril de 2026. La hora oficial se adelanta 60 minutos. La hora oficial se adelanta 60 minutos en este período y en abril se vuelve atrás.

Excepciones
- En 1987 el horario de verano se prolongó hasta el sábado 11 de abril debido a la visita del papa Juan Pablo II.
- En 1988 el horario de verano se adelantó en una semana con el fin de tener más luz para el plebiscito nacional del 5 de octubre.
- En 1990 el horario de verano se prolongó hasta el 17 de marzo debido a que Patricio Aylwin inició su mandato presidencial el 11 de marzo.
- Ese mismo año, el inicio del horario de verano se llevó a cabo el 15 de septiembre, con el propósito de ahorrar energía debido a las desfavorables condiciones hidrológicas.
- En 1997 el inicio de la hora oficial fue el 29 de marzo para hacer frente, como en 1990, a las adversas condiciones hidrológicas.
- En 1999 el retorno a la hora oficial se retrasó tres semanas, debido a una gran sequía que afectó al país.
- En 2010 el horario de verano se prolongó hasta las 24 horas del 3 de abril debido al terremoto que afectó al país.[20]
- En 2011 el gobierno pospuso el cambio de hora ante la expectativa de un año seco. Tras una primera extensión del horario de verano durante todo el mes de marzo, se decretó el cambio de hora para las 00:00 del 7 de mayo, y en Isla de Pascua para las 22:00 del mismo día.[21] La fecha de término fue el 8 de octubre, sin embargo, fue adelantada para las 24 horas de 20 de agosto.[22][23]
- En 2012 el gobierno decidió mantener el plan implementado en 2011 de reducir el horario de invierno y extender el de verano, para así generar un ahorro energético y proteger la seguridad ciudadana. De esta forma, el cambio de hora oficial quedó programado para el día 28 de abril a las 24:00, y en Isla de Pascua a las 22:00 del mismo día. La fecha de término fue el 1 de septiembre.[24][25]
- Tras mantener el horario de verano durante todo 2015, en 2016 el gobierno decidió suprimirlo entre el segundo sábado de mayo y el segundo sábado de agosto de 2016 y los años venideros.[4][26]
- Desde 2017 se mantiene el horario de verano todo el año en la Región de Magallanes y de la Antártica Chilena.[5]
- Desde 2025 se mantiene el horario de verano todo el año en la Región de Aysén del General Carlos Ibáñez del Campo.[27]

## Regulación
Las zonas horarias de Chile están fijadas por regulación del Ministerio del Interior y Seguridad Pública, mediante el decreto 253 de 2016 el cual expiró en el 2018.
El gobierno de Sebastián Piñera anunció que el cambio de horario se efectuará el primer sábado de abril y el mismo día del mes de septiembre a excepción de la región de Magallanes y Antártica Chilena la cual mantiene el mismo horario todo el año.

## Costes
Debido a la extensión permanente del horario de verano, en 2015 se redujeron la delincuencia y los accidentes de tránsito entre las 18:00 y 20:00, y se produjo un ahorro de energía del 1 %; sin embargo, el ausentismo escolar aumentó durante el invierno.
Los cambios de hora afectan también la programación de vuelos —según LATAM Airlines, unos 4300 viajes se ven afectados, lo cual obliga a la aerolínea a ponerse en contacto con 230 000 pasajeros— y la reprogramación de dispositivos electrónicos —de acuerdo a la Asociación Chilena de Empresas de Tecnología de Información, los costes para algunas empresas ascenderían hasta unos 150 000 dólares—.